# Destroy Lonely

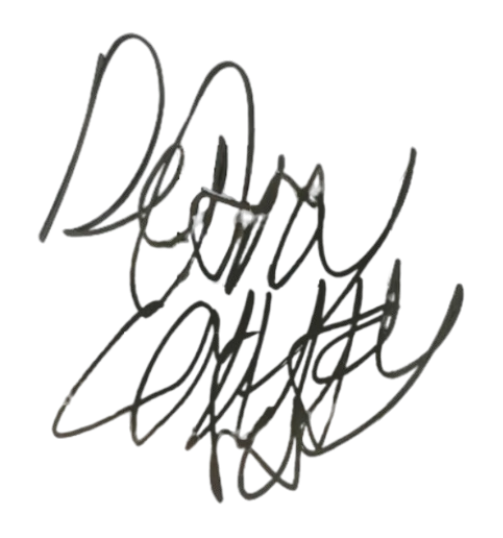
Firma di Destroy Lonely

Destroy Lonely, pseudonimo di Bobby Wardell Sandimanie III (Atlanta, 30 giugno 2001), è un rapper statunitense.

## Biografia
No Stylist (2022), terzo mixtape, è divenuto il suo primo ingresso nella top 100 della Billboard 200. Nella seconda metà dell'anno è stato impegnato con la tournée No Stylist Tour, costituita da venti tappe tenutesi tra novembre e dicembre.
Nel maggio 2023 viene reso disponibile per il consumo l'album in studio If Looks Could Kill, disco con cui è riuscito a esordire al 18º posto della classifica LP statunitense e alla 62ª posizione di quella canadese.
Nell'agosto 2024 è avvenuta la pubblicazione del secondo LP, dal titolo Love Lasts Forever; l'album ha esordito al 10º posto della Billboard 200 con 37 500 unità equivalenti.
Nel luglio 2025 si è esibito nell'ambito del Beach, Please! Festival in Romania; nell'occasione, un fan di 15 anni è salito sul palco ed è stato invitato dall'artista a saltare giù. Il ragazzo ha in seguito riportato dei danni fisici ed è stato ricoverato in ospedale.

## Discografia

### Album in studio
- 2023 – If Looks Could Kill
- 2024 – Love Lasts Forever

### EP
- 2018 – NezzusDestroyed
- 2019 – Forever, I Love You
- 2020 – Lord

### Mixtape
- 2019 – Darkhorse
- 2020 – ᐸ/3
- 2022 – No Stylist
- 2022 – NS+ (Ultra)

### Singoli
- 2018 – Count It Up
- 2018 – Bag Full of Boof (con Nezzus)
- 2018 – FenderBender (con Nezzus)
- 2019 – 4Seasons
- 2019 – Plea
- 2019 – Out the Way
- 2019 – Bane
- 2019 – N(N)
- 2019 – Red Dead
- 2019 – $$$
- 2020 – Dream About Me
- 2020 – Undercover
- 2020 – Please Dnt Touch Dis Sh*t
- 2020 – Lord
- 2023 – If Looks Could Kill
- 2023 – Turn Your Phone Off (con PinkPantheress)
- 2023 – Drone Damaggge (con Ufo361)
- 2024 – Potato Loaded (con Quavo)
- 2024 – President (con Southside feat. Ken Carson)
- 2024 – Luv 4 Ya
- 2024 – Omega (con Pharaoh)

## Tournée
- 2022 – No Stylist Tour
- 2024/25 – Forever Tour